# 1992년 동계 올림픽 조선민주주의인민공화국 선수단
1992년 동계 올림픽 조선민주주의인민공화국 선수단은 프랑스 알베르빌에서 개최된 1992년 동계 올림픽에 참가한 올림픽 조선민주주의인민공화국 선수단이다.

## 스피드 스케이팅
- 최인철
- 정창석
- 김춘월
- 이용철
- 송화선